# Lucie Svěcená
Lucie Svěcená (ur. 21 sierpnia 1997, Žatec) – czeska pływaczka, specjalizująca się głównie w stylu motylkowym.
Srebrna medalistka mistrzostw Europy na krótkim basenie z Chartres (2012) w sztafecie 4 x 50 m stylem zmiennym oraz brązowa medalistka z Herning (2013) w mieszanej sztafecie 4 x 50 m stylem zmiennym.